# Stade du Ray
Pour les articles homonymes, voir Stade Léo-Lagrange.
Officiellement dénommé stade Léo-Lagrange, le stade du Ray (également appelé stade Saint-Maurice dans l'entre-deux-guerres,) est l'ancien principal stade de football de la ville de Nice. Il accueille les matchs de l'OGC Nice de 1927 à 2013. Sa capacité est de 17 415 places à partir de 2004. Il est démoli entre 2016 et 2018 et un nouveau stade flambant neuf accueille désormais les entraînements et les matchs de l’Entente Saint-Sylvestre Nice-Nord, alors que l'OGC Nice joue désormais dans un nouveau stade, l'Allianz Riviera.

## Appellation
Dans les années 1930, le stade était dénommé « stade Saint-Maurice » en référence au quartier dans lequel il se situe,. Bien que nommé officiellement « stade Léo-Lagrange » à partir de 1946, en hommage à Léo Lagrange (1900-1940), sous-secrétaire d'État aux sports et à l'organisation des loisirs sous le Front populaire, il est désigné dans la pratique depuis la fin des années 1970 sous le nom de « stade du Ray », sans qu'une décision de la ville, propriétaire des lieux, n'en soit à l'origine. Le terme « Ray » correspond au nom du quartier contigu à celui dans lequel se trouve le stade. Il provient du niçois rai, devenu par la suite ray, qui se prononce comme « rail » et qui signifie ruisseau, rigole ou filet d'eau. Ce quartier abritait en effet plusieurs sources.

## Historique

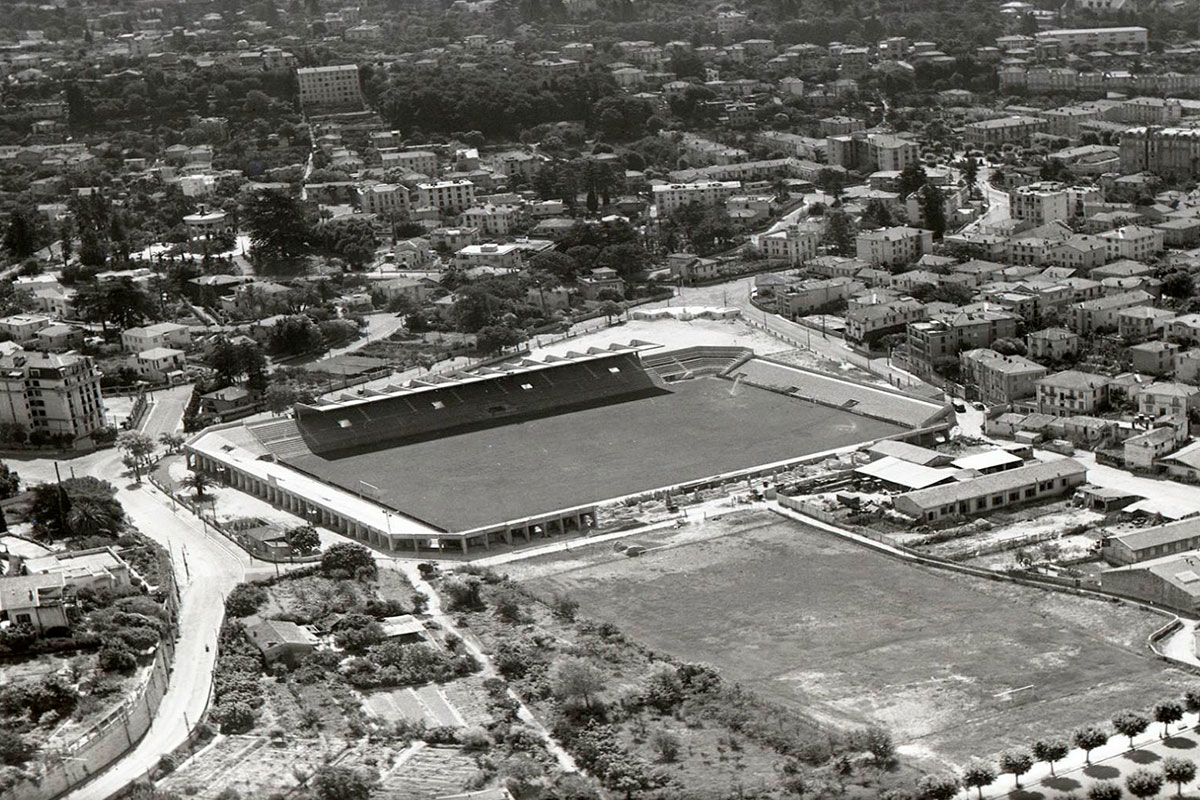
Le stade dans les années 1930

Inauguré le 30 janvier 1927, le stade compte alors 3 500 places. En 1948, les  tribunes sont reconstruites. L'édifice atteint les 23 000 places dès le début des années 1950. Le record d'affluence du stade selon le site internet de l'OGC Nice date de cette période : le 11 mai 1952, 22 740 spectateurs assistent au match opposant l'OGC Nice au Racing Club de Paris. En 1979, la tribune ouest est rebâtie et la capacité du stade est portée à environ 25 500 places. 
En 1992, la tribune Est doit être fermée puis détruite. La capacité du stade du Ray descend alors à 16 000 puis 12 500 places. En 1997, la tribune Est est reconstruite en tubulaires à la suite de l'usage d'engins explosifs ayant dégradé celle-ci lors d'un match opposant l'OGC Nice au SC Bastia. Cet aménagement permet de faire remonter la capacité d'accueil du stade à 15 761 places. Parallèlement, la capacité de la tribune populaire Sud a été abaissée deux fois, passant de 5 500 places à 2 500, puis à 1 980 places lors de la remontée de l'OGC Nice parmi l'élite en 2002.
Différents aménagements comme la création d'une tribune Nord supérieure (en tubulaires) portent le stade à une capacité de 17 415 places à partir de 2004. Cette capacité virtuelle n'est pas réglementaire pour évoluer en Ligue 1. Toutefois, une dérogation de la Ligue de football professionnel (LFP) a été accordée à l'OGC Nice, ce qui lui a permis de jouer au Ray malgré la non-conformité du stade. Si la LFP ne pouvait décider de la rétrogradation du club ou de la suspension du stade, elle aurait pu en revanche priver le club d'une partie ou de la totalité des droits de retransmission télévisuelle, et ce, dès l'expiration de la dérogation.
Le 20 août 2008, le stade accueille un match amical entre l'équipe d'Italie, championne du monde en titre, et l'équipe d'Autriche (2-2).

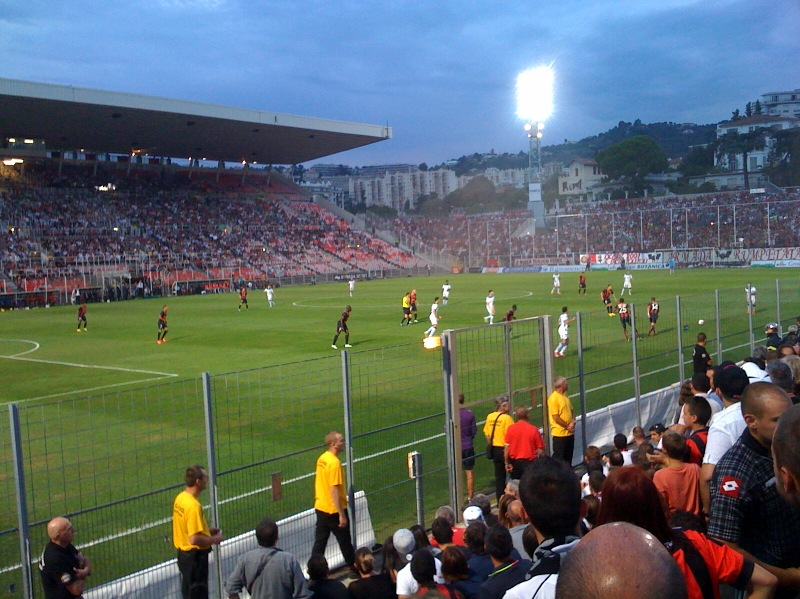
OGC Nice-Apollon Limassol (1-0), le dernier match européen de l'OGCN au stade du Ray le 29 août 2013.

Le 1er septembre 2013, l'OGC Nice joue son dernier match au stade du Ray contre le Montpellier Hérault Sport Club (2-2). Pour marquer l'évènement, les supporters niçois montent par milliers au stade en partant de la place Masséna,.
Le 3 septembre 2013, le cœur de la pelouse du stade du Ray est symboliquement transplanté au centre de la pelouse de l'Allianz Riviera.
Le 28 septembre 2016, les travaux de démolition du stade débutent et se terminent au printemps 2018. Seuls subsistent l'angle Est de la tribune Sud ainsi que la « rotonde », la billetterie de cette tribune, qui ont été conservés à titre de souvenir. Le stade laisse la place à un parc de trois hectares dénommé parc du Ray, inauguré le 13 janvier 2020, et faisant partie à terme d'un nouvel écoquartier de 6,5 hectares comportant 24 000 m2 de logements et d'équipements sportifs et commerciaux.
Un terrain de football est également construit au sein de cet écoquartier, à l'emplacement des tribunes nord. Il prend le nom de Stade municipal du Ray pouvant accueillir 300 personnes, mais non homologué pour la pratique du football à 11

## Événements sportifs

### Jeux de la Francophonie
Le stade accueille l'épreuve de football des 7e Jeux de la Francophonie qui se déroulent à Nice du 6 au 15 septembre 2013.

### Matchs amicaux internationaux
| Date             | Compétition | Équipe 1 | Équipe 2        | Score | Affluence   | Source |
| ---------------- | ----------- | -------- | --------------- | ----- | ----------- | ------ |
| 5 septembre 1970 | Amical      | France   | Tchécoslovaquie | 3 - 0 | 13 418      | [ 21 ] |
| 20 août 2008     | Amical      | Italie   | Autriche        | 2 - 2 | env. 15 000 | [ 22 ] |

Féminin
| Date         | Compétition | Équipe 1 | Équipe 2 | Score | Affluence | Source |
| ------------ | ----------- | -------- | -------- | ----- | --------- | ------ |
| 5 avril 2013 | Amical      | France   | Canada   | 1 - 1 | 5 583     | [ 23 ] |

## Capacité
Le nombre de places par tribune à la fermeture était de : 
- Populaires : 1 980 places ;
- Secondes Basses : 1 565 places ;
- Secondes Hautes : 1 800 places ;
- Honneur + Première : 3 514 places ;
- Présidentielle : 8 163 places ;
- Loges : 293 places.

## Remplacement
Durant de nombreuses années, le stade du Ray étant jugé trop petit et vétuste, la municipalité a souhaité le reconstruire ou bâtir une nouvelle enceinte. Au cours des années 2000, deux tentatives sont entreprises mais se révèlent infructueuses. Le projet de 2002, d'un coût de 98 millions d'euros, prévoit la construction complète d'un nouveau stade de 32 000 places sur le même emplacement. Il est finalement stoppé par une affaire de corruption entachant l'attribution du marché public. Après cet échec, la municipalité annonce, en décembre 2005, la construction d'un nouveau stade de 32 600 places dans la plaine du Var. Les travaux de terrassement commencent en juillet 2006, mais le chantier se retrouve bloqué par un recours du préfet des Alpes-Maritimes qui estime que le marché public entre la mairie de Nice et le consortium devant construire et exploiter le stade (CARI-Spada) n'est pas conforme au code des marchés publics. La décision est par la suite confirmée par la justice, ce qui met un terme définitif au projet.
Le 20 octobre 2008, le nouveau maire de Nice Christian Estrosi relance le projet et annonce que le futur grand stade où évoluera l'OGC Nice sera livré en juin 2013. Le nouveau projet prévoit une enceinte d'environ 35 000 places dans le quartier de Saint-Isidore, dans la plaine du Var (sur le même emplacement que le projet précédent). Les travaux débutent en août 2011.
Le départ de l'OGC Nice pour l'Allianz Riviera pose la question de l'avenir du stade du Ray. En décembre 2010, Christian Estrosi annonce qu'il lancera une concertation sur l'évolution future des trois hectares de parcelles du site, et émet l'idée d'aménager « des commerces et des équipements publics »,.

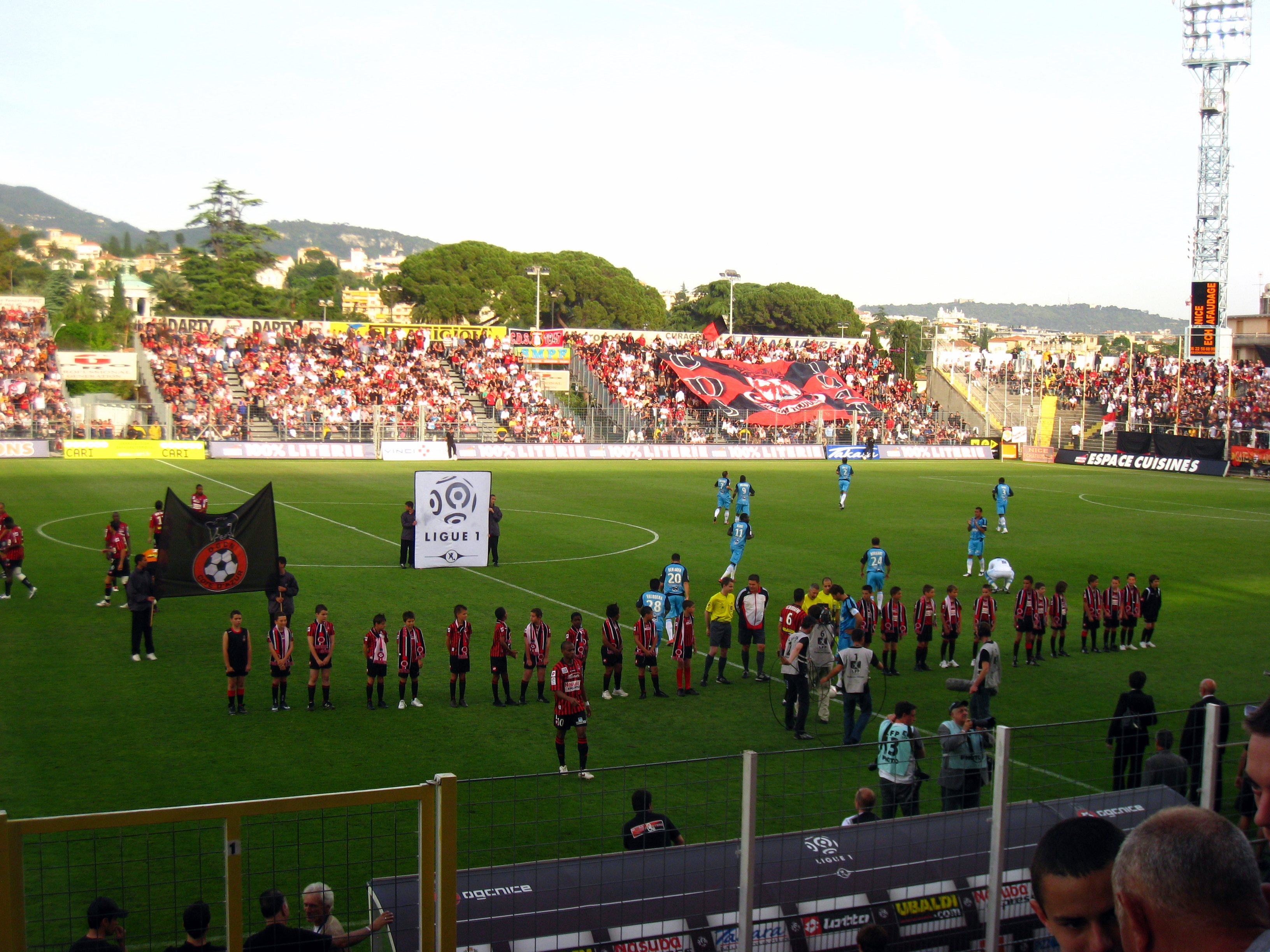
Les tribunes Honneur et Première sud en 2009.
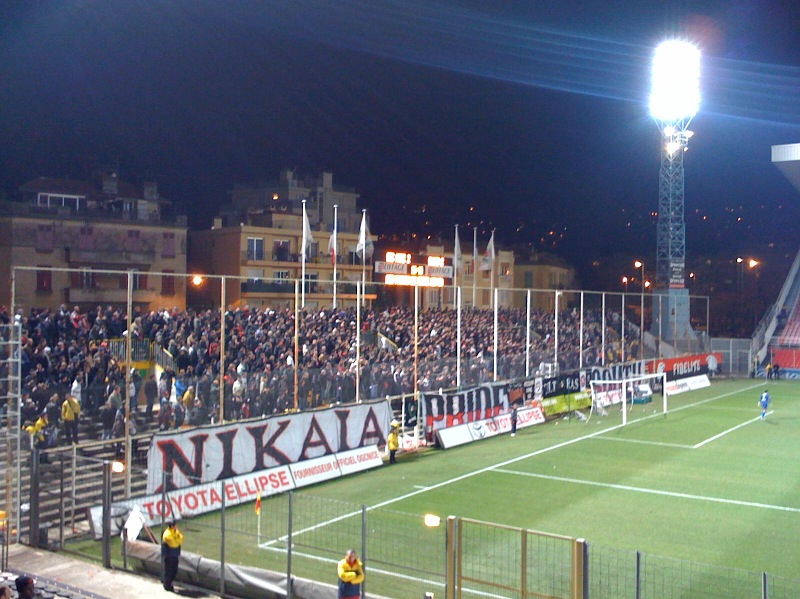
La tribune populaire sud en 2010.